# Moxibustion

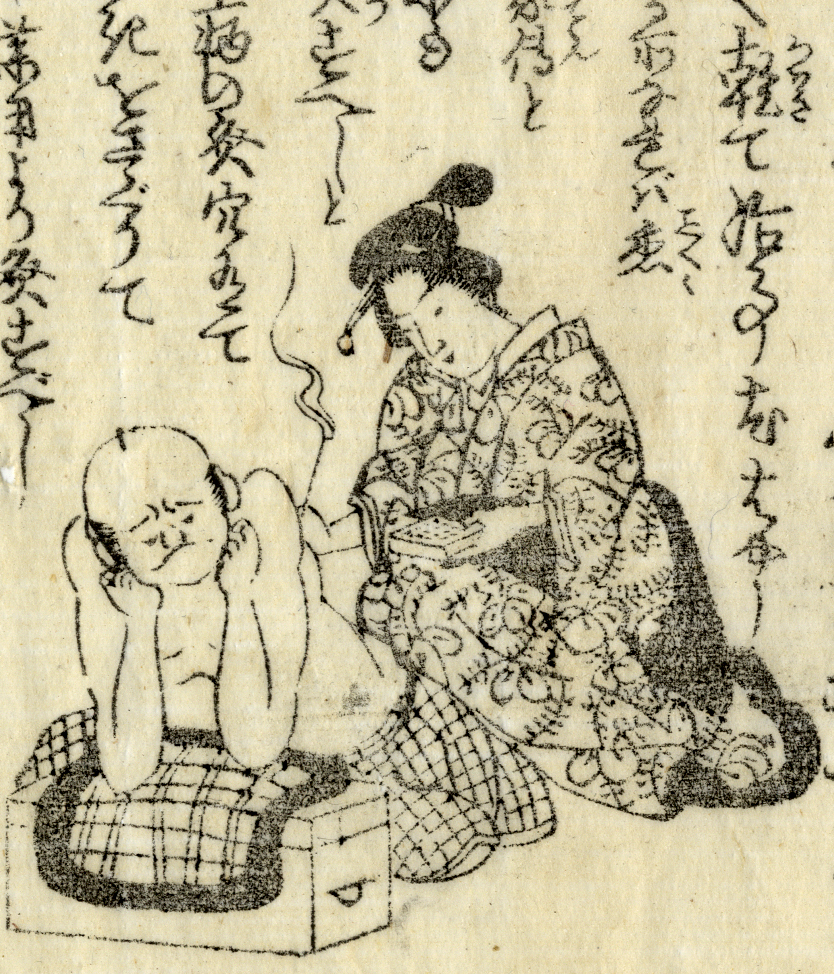
Japanische Moxibustion im medizinischen Hausbuch Banshō myōhōshū (1853)

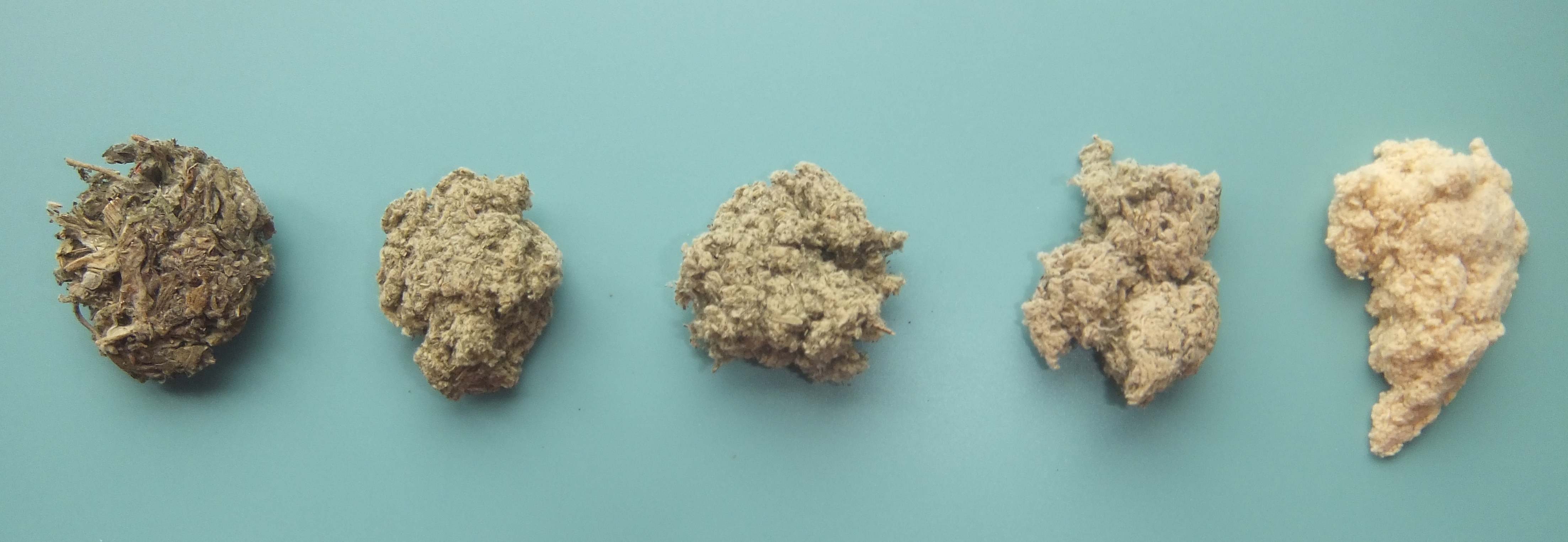
Proben japanischer Moxa. Von links nach rechts: getrockneter Beifuß (1. Verarbeitungsstufe); dito (2. Verarbeitungsstufe); grobe Moxa für die indirekte Moxibustion; gewöhnliche Qualität für die indirekte oder direkte Moxibustion; höchste Qualität für die direkte Moxibustion

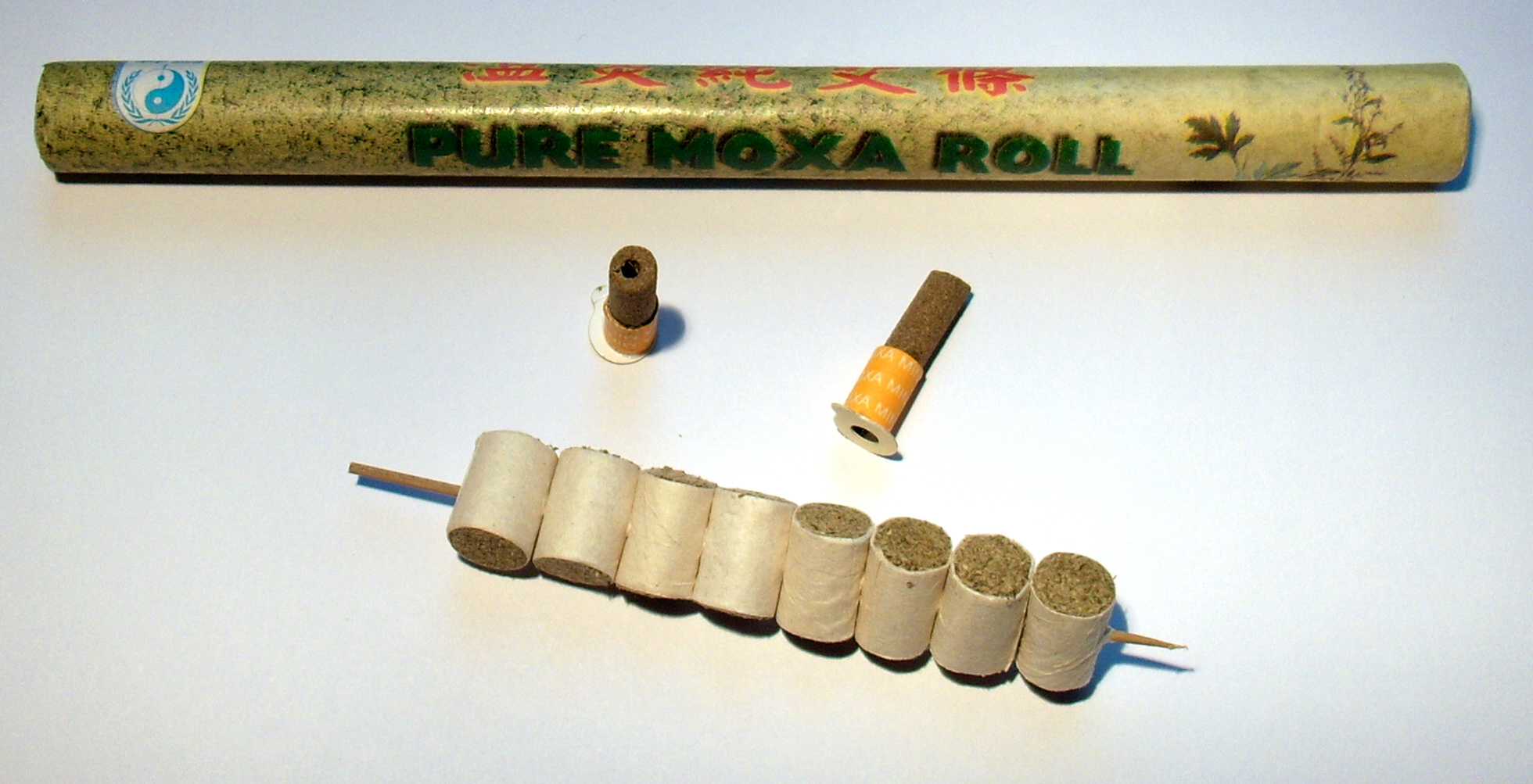
Moxa-Zigarre und Moxa-Hütchen

Kaempfers Wiedergabe eines japanischen Spiegels der Moxibustionspunkte (17. Jh.)

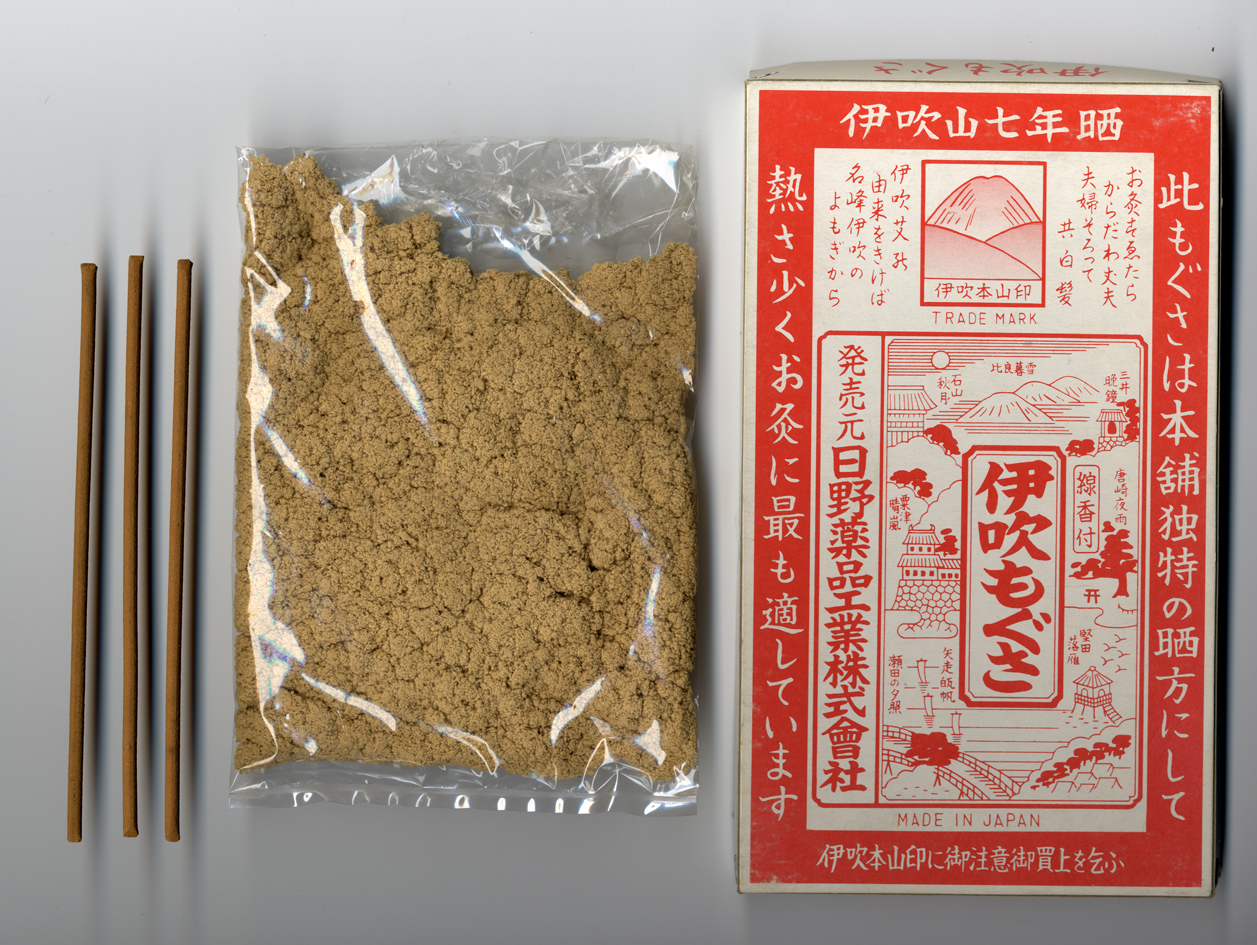
Traditioneller Behandlungsset aus Ibuki, einem seit alters her berühmten Produktionsgebiet in Japan, mit der watteartigen Moxa und Glimmstäbchen zum Entzünden

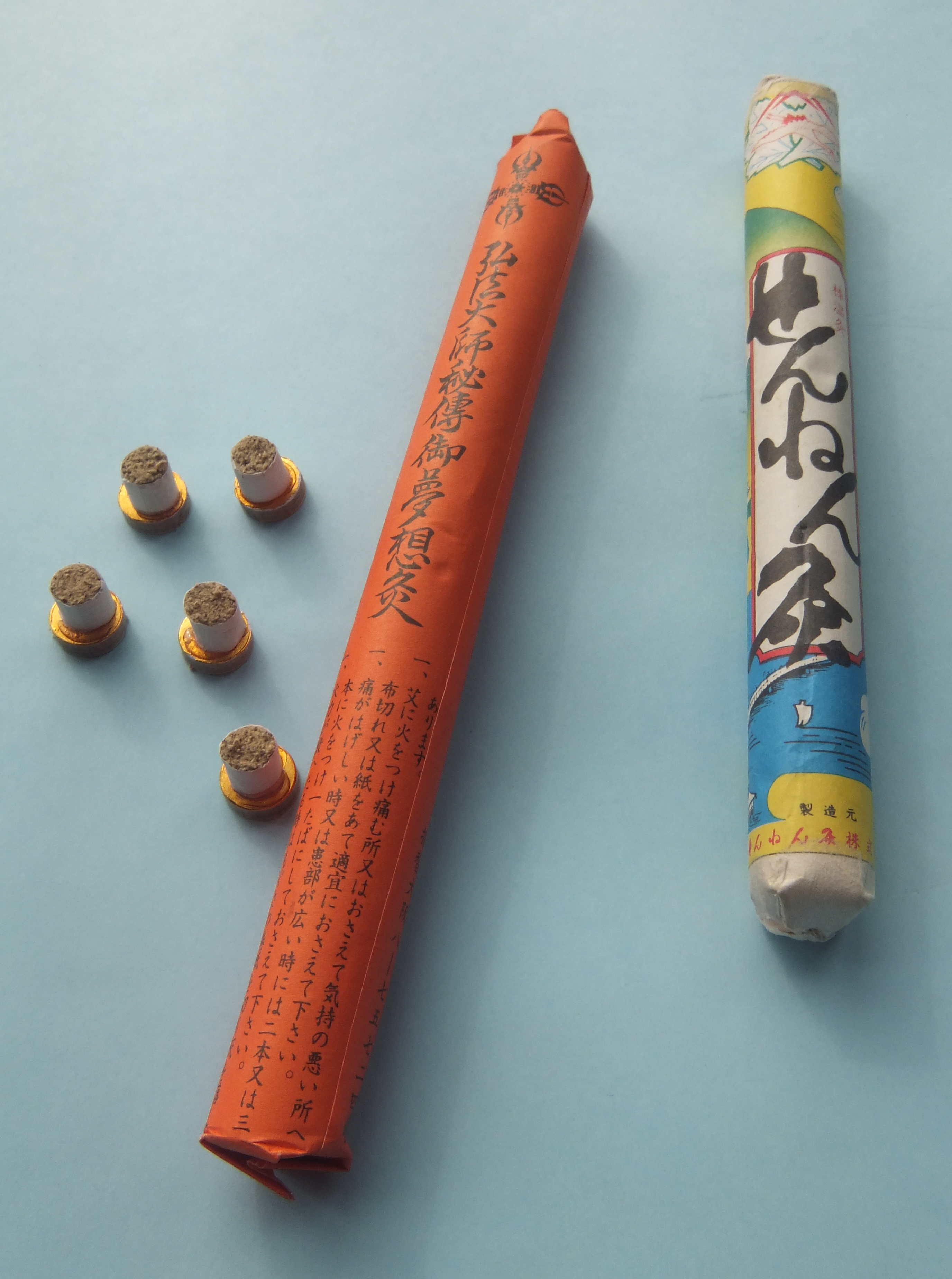
Selbstklebende Moxa-Hütchen und Moxa-Rollen zur indirekten Behandlung. Die Hütchen sind eine neuere Entwicklung anstelle des traditionellen indirekten Brennens durch Aufsetzen von Moxa-Kegelchen auf Ingwerscheiben u. ä. Die Moxa-Rolle rechts stammt aus der für ihre feine Moxa seit alters her berühmten Gegend um den Berg Ibuki (Japan). Die linke Rolle stammt von den Tempeln des Bergs Koya (Japan) und geht auf den Gründer des Shingon-Buddhismus Kūkai zurück, der das Moxabrennen aus China nach Japan gebracht haben soll. Solche Rollen werden noch heute von Mönchen in stark ritualisierten Behandlungen eingesetzt.

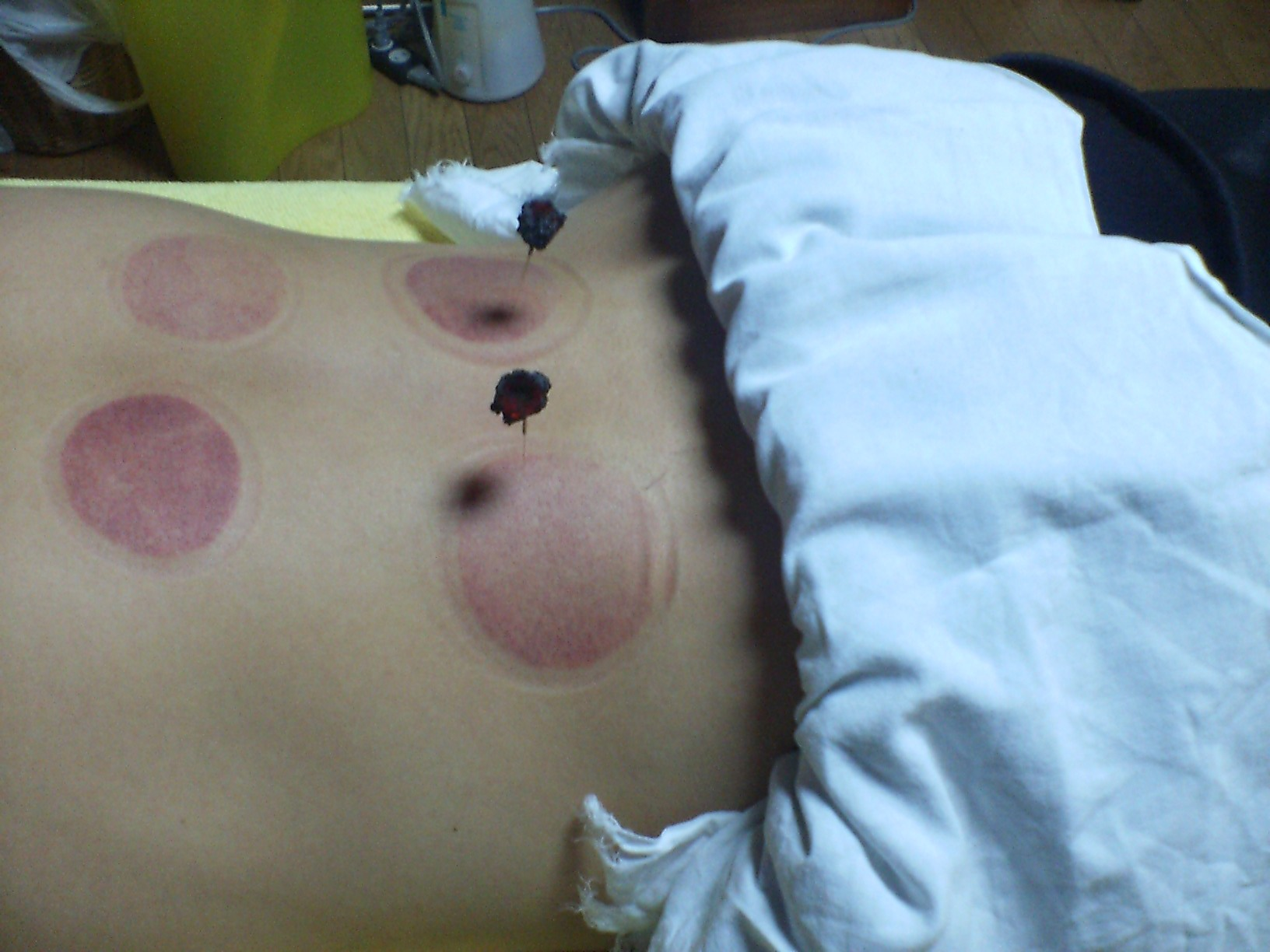
Nadeln mit glimmender Moxa in Japan. Die runden Rötungen stammen von einer zuvor durchgeführten Schröpftherapie

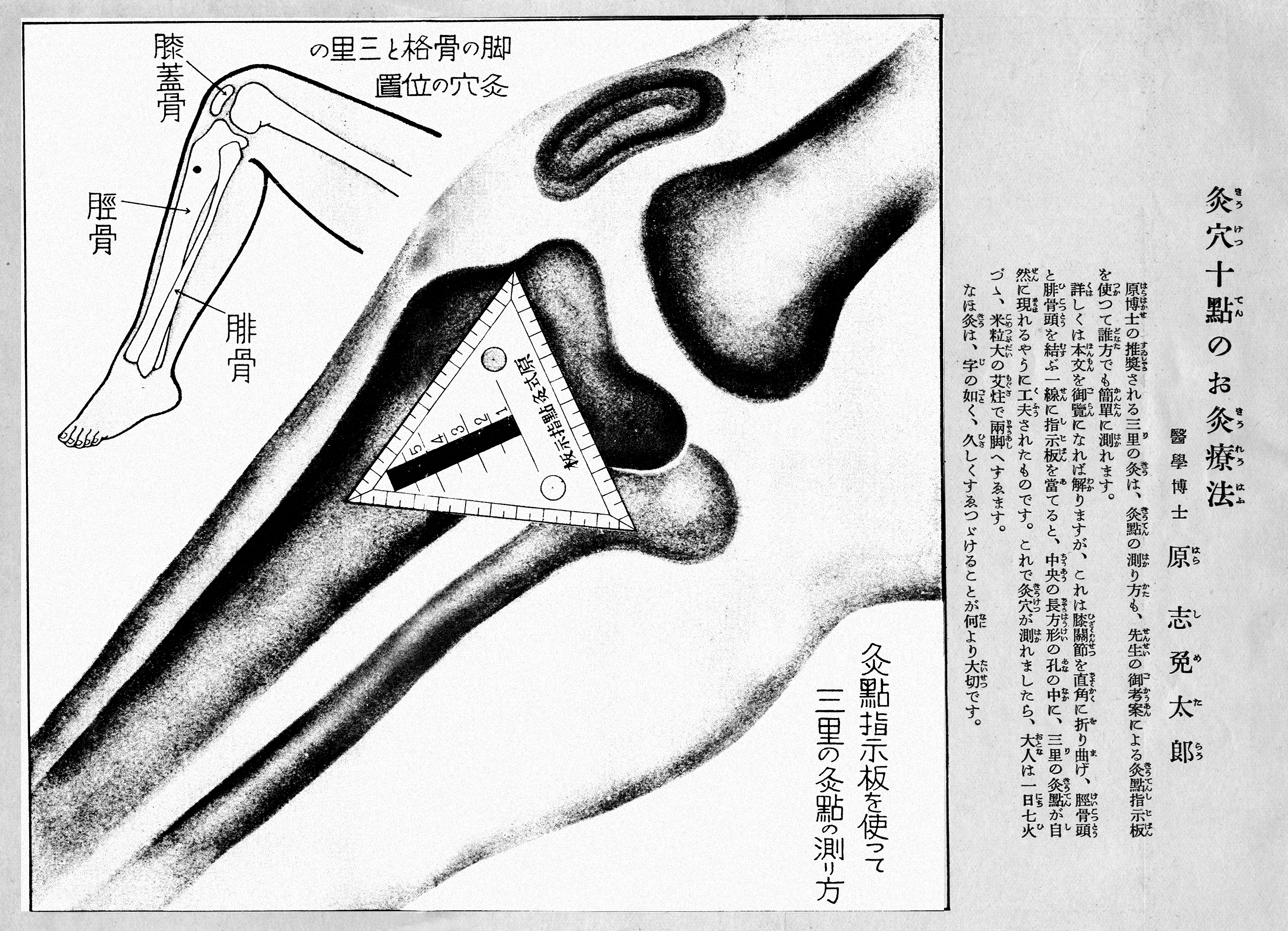
Zusanli (ST 36), einer der für Hara Shimetarō wichtigsten Moxibustionpunkte, um die Abwehrkräfte des Körpers zu stimulieren. Aus: Hara Shimetarō: Saishin kyūryō hōten

Moxibustion, auch Moxa-Therapie oder kurz Moxen, bezeichnet den Vorgang der Erwärmung von speziellen Punkten des Körpers. Die Therapie in ihrer heutigen Form wurde in der chinesischen Medizin entwickelt, hat aber in den umliegenden Ländern, besonders in Japan, weitere Wandlungen erlebt.

## Allgemeines
In China wird die Moxibustion bei entsprechender Indikation als eine der Akupunktur gleichrangige Therapie geachtet. Der in westlichen Publikationen oft als Akupunktur verkürzt übersetzte Oberbegriff zhēn jiǔ (chinesisch 針灸) umfasst neben der Nadel (針,  zhēn) auch die Moxa (灸,  jiǔ) und bedeutet so viel wie „Nadeln und Brennen“. Das westliche Wort Moxibustion setzt sich aus japanisch 艾 mogusa, das die getrockneten und fein geriebenen Fasern von Blättern des Beifußes (Artemisia princeps, japanisch ヨモギ yomogi) bezeichnet, und lateinisch combustio („Verbrennen“) zusammen. Die Wirksamkeit der Moxa-Therapie ist seit dem frühen 20. Jahrhundert Gegenstand wissenschaftlicher Untersuchungen.
Bei der Moxibustion verglimmen kleine Mengen von getrockneten, feinen Beifußfasern (Moxa) auf oder über bestimmten Therapiepunkten. Den traditionellen chinesischen Lehren zufolge wirkt die Hitze auf den Fluss des so genannten Qi in den darunter liegenden Leitbahnen (auch Meridiane) ein. Neben diesen vorwiegend für die Moxibustion genutzten Punkten gibt es weitere Punkte, die der Akupunktur vorbehalten sind. Der Beifuß (Artemisia vulgaris, in Ostasien nutzt man mehrere Varietäten) gilt in Ost und West seit alters her als Heil- und Gewürzpflanze. Die im Frühjahr gesammelten Blätter werden getrocknet, gereinigt, zerrieben und zu einer feinen Watte aufbereitet. Wichtig für das gleichmäßige Verglimmen ist eine einheitliche Konsistenz der Fasern sowie deren Feinheit, welche die Brenntemperatur entscheidet.

## Geschichte
Schon im 16. Jahrhundert berichteten portugiesische Jesuiten aus Japan, dass man dort Krankheiten mit „Feuerknöpfen“ (botoẽs de fogo) behandelte. Allgemein bekannt wurde die Moxa in Europa in der zweiten Hälfte des 17. Jahrhunderts durch ein Buch des batavischen Pfarrers Hermann Buschoff. Engelbert Kaempfer veröffentlichte in seinem Werk Amoenitates Exoticae (1712) einen Aufsatz mit einem japanischen Spiegel der Moxibustionspunkte (灸所鑑 kyūsho kagami), der 60 Behandlungspunkte aufführt. Die im 17. Jahrhundert besonders in Mitteleuropa heftig diskutierte Therapie wurde gegen Ende des 18. Jahrhunderts zeitweilig weniger beachtet.
Die erste moderne wissenschaftliche Arbeit zur Moxibustion war die Dissertation des japanischen Arztes Hara Shimetarō, die er 1929 an der Kaiserlichen Universität Kyushu einreichte.
2010 wurden Akupunktur und Moxibustion als Teile der Traditionellen chinesischen Medizin in die UNESCO-Liste des immateriellen Kulturerbes der Menschheit aufgenommen.

## Formen der Anwendung

### Behandlung mit Moxakegeln
Beim indirekten Brennen legt der Therapeut Ingwerscheiben auf die betreffenden Therapiepunkte und entzündet auf diesen kleine Kegel aus Moxa, welche langsam verglimmen. Sobald der Patient ein Hitzegefühl spürt, wird der Kegel zum nächsten Therapiepunkt geschoben. Jeder Punkt wird mehrmals erhitzt, bis die Haut deutlich gerötet ist. Bei dieser „indirekten Moxibustion“ hat die Moxa keinen Kontakt zur Haut. Heute vertreibt der Fachhandel auch fertige, auf Papierscheibchen geklebte Kegelchen.
In China und Japan setzte und setzt man teils noch heute den Kegel direkt auf die Haut („direkte Moxibustion“). Die anfangs entstehenden Brandblasen wie auch kleine Entzündungen sind beabsichtigt, um die Abwehrkräfte des Körpers anzuregen. Später bildet sich an der betreffenden Stelle eine kleine Kruste.

### Moxazigarre
Der Therapeut entzündet eine Moxazigarre (in dünnes Papier gerollte Stangen aus Moxa) und nähert die glühende Spitze dem Therapiepunkt auf ungefähr einen halben Zentimeter. Wenn der Patient ein deutliches Hitzegefühl spürt, entfernt er die Spitze kurz. Die Prozedur wird wiederholt, bis die Haut am Therapiepunkt deutlich gerötet ist.

### Moxa-Nadeln
Dies ist eine Erfindung des japanischen Therapeuten Akabane Kōbei/Kōbē (1895–1983) aus den 1920er Jahren. Mit speziellen Stahlnadeln, an denen die glimmende Moxa befestigt ist, leitet der Therapeut die Hitze konzentriert in den betreffenden Therapiepunkt.

### Moxa-Pflaster
Dies sind Pflaster, deren klebende Seite mit Heilkräutern beschichtet ist. Diese erzeugen eine Wärmereaktion und werden auf die betreffenden Therapiepunkte geklebt.

## Wirkung
Die Moxa enthält unter anderem ätherische Öle, darunter Cineol und Thujaöl, außerdem Cholin, Harze und Tannin. In der traditionellen chinesischen Medizin regt Moxa den Fluss des Qi an und wirkt gegen so genannte „kalte“ Zustände. Hara Shimetarō, der das herkömmliche Meridiansystem ablehnte, wies eine Reihe von Effekten bei der direkten Moxibustion nach (Zunahme der weißen und roten Blutkörperchen, schnellere Koagulation des Blutes, Zunahme des Kalziums, höhere Kapazität bei der Produktion von Antikörpern etc.).

## Indikationen und Kontraindikationen
Hauptanwendungsgebiete der Moxa-Therapie sind aus Sicht ihrer Befürworter: Schwäche nach chronischen Erkrankungen und Erkrankungen der Atemwege wie chronische Bronchitis und Asthma. Moxa dürfen nicht im Gesicht, am Kopf oder in der Nähe von Schleimhäuten angewendet werden. Auch bei Fieber, akuten Entzündungen, Schlaflosigkeit oder während der Menstruation sollte diese Technik nicht eingesetzt werden. In der Schwangerschaft wird die Moxibustion des Zhiyin-Punktes bei Beckenendlage eingesetzt, um das Drehen des Kindes in Schädellage zu bewirken.
In China und vielen umliegenden Ländern wird die Moxa nicht nur zur Heilung angewendet, sondern auch zur Vorbeugung gegen Krankheiten. So besagt ein Sprichwort, dass man keine weite Reise unternehmen soll, ohne vorher das Qi durch Moxa angeregt zu haben.

## Risiken
Als Folge von moxibustionsbedingten Hautverbrennungen bleiben häufig Narben zurück, weshalb manche Anwender unter die Moxa präventiv ein Stück Ingwerwurzel oder Knoblauch auf die Haut legen. Entsprechende Narben können bei Kindern mit den Folgen einer Misshandlung verwechselt werden, beispielsweise einer Verbrennung durch Zigaretten.
Obwohl die Anwendung derartiger Moxibustionstechniken an Kindern wohl nur selten als Kindesmisshandlung zu werten ist, wirft sie dennoch erhebliche moralische und rechtliche Probleme auf. Jede Körperverletzung birgt das Risiko ungewollter Komplikationen (z. B. Infektion der Wunden) mit möglicherweise gefährlichen Folgen. Narben können potentiell lebenslang kosmetisch entstellend wirken. Nur bei informierter Einwilligung des Kindes (bzw. der gesetzl. Vertreter) und medizinisch fachgerechter Durchführung ist ein solcher Eingriff keine strafbare Körperverletzung. Da wissenschaftlich keine Wirksamkeit der Moxibustion nachgewiesen werden kann, ist eine medizinisch fachgerechte Durchführung nach herrschender Meinung (in Deutschland) unmöglich. Ob Eltern, die den Eingriff an ihrem Kind vornehmen lassen, ihrer elterlichen Verantwortung damit gerecht werden, ist also zumindest zweifelhaft.
Bei der Verbrennung entstehen auch Stoffe und Stäube bzw. Feinstäube, die während der Behandlung eingeatmet werden können. Modellrechnungen zeigen, dass die bei der Moxibustion entstehende Rauchbelastung mit dem Passivrauchen in Gaststätten und Diskotheken vergleichbar ist.

## Kritik
Die Evidenzlage für Moxibustion ist eher als schlecht zu bewerten. Die wenigen durchgeführten Studien sind von niedriger Vertrauenswürdigkeit oder zeigen keine bis geringe Statistische Signifikanz. Gleichzeitig ist auch die Durchführung von doppelblinden Studien erschwert, da die Schaffung einer geforderten Plazebotherapie kaum möglich ist.